# Социјалдемократска партија Косова
Социјалдемократска партија Косова (алб. Partia Socialdemokrate e Kosovës, PSD) социјалдемократска је политичка странка у Републици Косово. Основана је 10. фебруара 1990. године као друга политичка странка на Косову и Метохији, после Демократског савеза Косова.

## Председници Социјалдемократске партије Косова
| #  | Председник     | Председник | Рођење—смрт | Почетак мандата    | Завршетак мандата  |
| -- | -------------- | ---------- | ----------- | ------------------ | ------------------ |
| 1. | Шкељзен Малићи |            | 1947—       | 10. фебруар 1990.  | 1993.              |
| 2. | Каћуша Јашари  |            | 1946–2025.  | 1993.              | 10. април 2008.    |
| 3. | Агим Чеку      |            | 1960—       | 10. април 2008.    | 16. јануар 2013.   |
| 4. | Мајлинда Нуши  |            | 1981—       | 23. дебруар 2013.  | 9. мај 2018.       |
| 5. | Шпенд Ахмети   |            | 1978—       | 9. мај 2018.       | 15. децембар 2019. |
| 6. | Дардан Молићај |            | 1985—       | 15. децембар 2019. | данас              |